# Товстий диск
Товстий диск (англ. Thick disk) — компонент структури близько 2/3 дискових галактик, включаючи Чумацький Шлях. За віком, металічністю і дисперсією швидкостей зорі товстого диска мають проміжні властивості між зорями тонкого диска й гало. У площині галактики концентрація зір товстого диска значно менша, ніж у тонкого доска. Але концентрація зір товстого диска не так швидко спадає з висотою, так що на висотах понад 1 кпк більшість зір належать до товстого диска.

## Відкриття
Вперше його було виявлено у зовнішніх галактик, видимих з ребра. Незабаром після цього відкриття в 1983 році в статті Гілмора і Ріда було висунуто припущення про існування аналогічної окремої структури в Чумацькому Шляху, що відрізняється від тонкого диска і гало.

## Структура
Вважається, що в інтервалі висот між 1 та 5 кпк над площиною Галактики за концентрацією зір домінує товстий диск. В околицях Сонця товстий диск складається з відносно старих (порівняно з населенням тонкого диска) зір. Хімічний склад та кінематичні властивості об'єктів товстого диска відрізняються від властивостей зір тонкого диска. Порівняно із зорями тонкого диска об'єкти товстого диска зазвичай мають меншу металічність.
Товстий диск Чумацького Шляху неоднорідний за хімічним складом та віком: за межами сонячного кола металічність товстого диска зменшується, всередині сонячного кола металічність перевищує сонячну, а середній вік зір товстого диска швидко зменшується зі збільшенням відстані від центру галактики.

## Походження
Для пояснення існування товстого диска було запропоновано низку сценаріїв, включаючи такі:
- товстий диск виникає внаслідок динамічного нагріву тонкого диска[8][9];
- товстий диск є результатом злиття Чумацького Шляху та масивної карликової галактики[3];
- зорі з великою енергією мігрують у зовнішню частину галактики, утворюючи товстий диск на великих галактоцентричних радіусах[10][11];
- плоска складова галактики утворює товстий диск на великих червоних зміщеннях, а тонкий диск формується пізніше[12][13];
- потовщення диска у вертикальному напрямку відбувається разом із зростанням диска зсередини назовні[14][15].

## Критика концепції
Хоча наявність товстого диска згадується у багатьох роботах, а сама структура вважається характерною для дискових галактик, уявлення про товстий диску як окремий компонент Галактики викликає сумнів у низці робіт, автори яких представляють диск Галактики у вигляді неперервної сукупності компонентів з різними товщинами.